# Jugoslavija na Poletnih olimpijskih igrah 1960
Federativno ljudsko republiko Jugoslavijo je na Poletnih olimpijskih igrah 1960 v Rimu zastopalo sto dvajset športnikov v štirinajstih športih. Osvojili so zlato medaljo v nogometu in srebrno v rokoborbi.

## Medalje
| Medalja | Tekmovalec | Šport     | Disciplina                               |
| ------- | --- | --------- | ---------------------------------------- |
| 1       | Andrija Anković Vladimir Durković Milan Galić Fahrudin Jusufi Tomislav Knez Borivoje Kostić Aleksandar Kozlina Dusan Maravić Željko Matuš Željko Perušić Novak Roganović Velimir Sombolac Milutin Šoškić Silvester Takač Blagoje Vidinić Ante Žanetić | Nogomet   | Moški ekipno                             |
| 2       | Branislav Martinović | Rokoborba | Moški grško-rimski slog lahka kategorija |